# 22546 Schickler
22546 Schickler este un asteroid din centura principală de asteroizi.

## Descriere
22546 Schickler este un asteroid din centura principală de asteroizi. A fost descoperit pe 24 martie 1998 la Socorro, New Mexico, în cadrul proiectului LINEAR. Asteroidul prezintă o orbită caracterizată de o semiaxă mare de 2,26 ua, o excentricitate de 0,17 și o înclinație de 5,3° în raport cu ecliptica.